# María Vicenta Chávez Orozco
Vicenta Chávez Orozco, en religió María Vicenta de Santa Dorotea (Cotija, Michoacán, Mèxic, 6 de febrer de 1867 - Guadalajara, Jalisco, Mèxic, 30 de juliol de 1949) fou una religiosa mexicana, fundadora de la congregació de les Serventes de la Santíssima Trinitat i dels Pobres. És venerada com a beata per l'Església Catòlica.

## Biografia
Era la petita de quatre germans, fills de Luis Chávez i Benigna Orozco. Visqué al barri de Mexicaltzingo de Guadalajara (Mèxic), poblat per gent pobre i necessitada. El rector del barri, Agustín Beas, havia creat un petit hospital per als malalts pobres, amb sis llits; el va dedicar a la Santíssima Trinitat i l'atenien dones pertanyents a les Conferències de Sant Vicenç de Paül.
En 1892, Vicenta hi fou ingressada arran d'una pneumònia i hi va madurar la decisió de dedicar-se a l'assistència als malalts. Recuperada, va començar a treballar-hi i el 25 de desembre de 1895, amb dues companyes que treballaven amb ella, va professar els vots religiosos privats, posant les bases de la que serà la Congregació de les Serventes de la Santíssima Trinitat i dels Pobres, que ella mateixa va fundar el 12 de maig de 1905 amb el nom de Serventes dels Pobres. N'emeté els vots solemnes el 3 de desembre de 1911 i en va ésser escollida superiora el 8 de setembre de 1913, càrrec que tingué durant trenta anys, en els que va fundar disset cases a tot Mèxic.
Va patir les dues persecucions anticlericals de Mèxic, en 1914 i 1926, quan l'hospital de San Vicente de Zapotlán, de la congregació, fou ocupat i convertit en caserna; malgrat això, les germanes hi continuaren atenent els malalts. Va morír a l'hospital de la Santíssima Trinitat (Guadalajara).
El 21 de desembre de 1991, el papa Joan Pau II la va proclamar venerable; el mateix la va beatificar a Roma el 9 de novembre de 1997.